# Cyrtonota
Cyrtonota là một chi bọ cánh cứng trong họ Chrysomelidae.
Chi này được Chevrolat in Dejean miêu tả khoa học năm 1837.

## Các loài
Các loài trong chi này gồm:
- Cyrtonota bergeali Borowiec & Sassi, 1999
- Cyrtonota botanocharoides Borowiec, 1989
- Cyrtonota bugaensis Borowiec & Sassi, 1999
- Cyrtonota christophori Borowiec, 1998
- Cyrtonota compulsa (Spaeth, 1909)
- Cyrtonota gibbera Borowiec, 1989
- Cyrtonota lateralis (Linnaeus, 1758)
- Cyrtonota machupicchu Borowiec & Sassi, 1999
- Cyrtonota montana Borowiec, 2000
- Cyrtonota nitida Borowiec & Sassi, 1999
- Cyrtonota ricardoi Buzzi, 1998